# Křižovnický ostrov

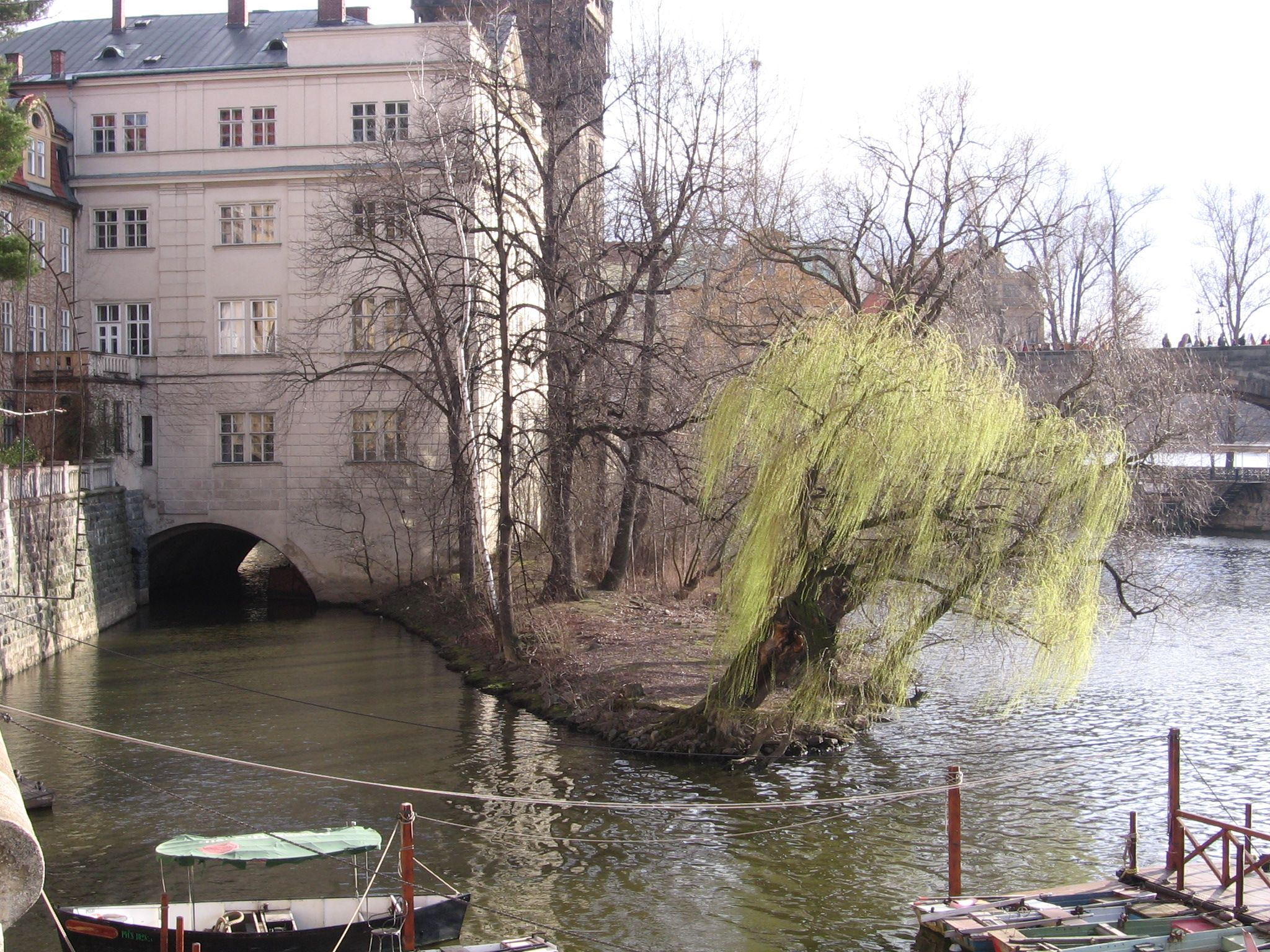
Pohled na ostrov a oblouk Juditina mostu z Alšova nábřeží

Křižovnický ostrov je malý ostrov v Praze pod Karlovým mostem při pravém břehu Vltavy. Ostrov byl značně zmenšen při úpravách Křižovnického náměstí v 19. století. Jižní část ostrova je spojena několika klenutými oblouky s břehem a stojí na něm několik významných staveb, zbytek ostrova je zarostlý vegetací a běžně nepřístupný.
Ostrov začíná pod pilířem, který nese Staroměstskou mosteckou věž, následuje nábřežní zeď vyhlídkové terasy Křižovnického náměstí se vsazenou hlavou Bradáče. Za zdí navazuje velmistrovská budova křižovnického kláštera s nárožním rizalitem, který v sobě ukrývá zachovalý pilíř románského Juditina mostu z 12. století a hmotu původní mostní věže. Ostrov spojuje s břehem po řadě: první oblouk Karlova mostu, navazující klenba nesoucí vyhlídkovou terasu s pomníkem Karla IV., zachovalý oblouk nejstaršího českého kamenného Juditina mostu a navazující klenutí pod budovou křižovníků. Při ostrově, ukryté v tunelu tvořeném těmito oblouky, se nachází přístaviště Judita turistických lodí provozovaných firmou Pražské Benátky.
Blíže ke středu řeky je mezi Novotného lávkou a třetím pilířem Karlova mostu další, nepojmenovaný ostrůvek, obehnaný vysokou nábřežní zdí. Tento ostrov odděloval jez od náhonu staroměstských mlýnů na Novotného lávce. Dnes je na ostrově zahradní restaurace.

## Další názvy
- Mostomlýnský ostrov